# Sportåret 1991

## Händelser

### Idrott och samhälle
- Volleyboll blir officiell nationalsport på Sri Lanka

### Amerikansk fotboll
- Uppsala 86ers besegrar Kristianstad C4 Lions med 30-10 i SM-finalen.
- New York Giants besegrar Buffalo Bills med 20 - 19 i Super Bowl XXV.  (Final för 1990).

#### NFL:s slutspel för 1991
- Från och med föregående år är antalet lag, som deltar i slutspelet 12. I slutspelets omgång I deltar tre Wild Cards tillsammans med den tredje-seedade divisionssegraren. Lag 3 möter lag 6 och lag 4 möter lag 5. Lagen som seedats etta och tvåa går direkt till omgång II.

##### NFC (National Football Conference)
- - Lagen seedades enligt följande
- 1 Washington Redskins
- 2 Detroit Lions
- 3 New Orleans Saints
- 4 Chicago Bears (Wild Card)
- 5 Dallas Cowboys (Wild Card)
- 6 Atlanta Falcons (Wild Card)
  - Omgång I (Wild Cards)
- Dallas Cowboys besegrar Chicago Bears med 17 – 13
- Atlanta Falcons besegrar New Orleans Saints med 27 - 20

- - Omgång II
- Washington Redskins besegrar Atlanta Falcons med 24 – 7
- Detroit Lions besegrar Dallas Cowboys med 38 - 6

- -     - Omgång III
- Washington Redskins besegrar Detroit Lions med 41 - 10 i NFC-finalen

##### AFC (American Football Conference)
- - Lagen seedades enligt följande
- 1 Buffalo Bills
- 2 Denver Broncos
- 3 Houston Oilers
- 4 Kansas City Chiefs (Wild Card)
- 5 Los Angeles Raiders (Wild Card)
- 6 New York Jets (Wild Card)

- - Omgång I (Wild Cards)
- Kansas City Chiefs besegrar Los Angeles Raiders 10 – 6
- Houston Oilers besegrar New York Jets 17 – 10

- - Omgång II
- Buffalo Bills besegrar Kansas City Chiefs med 37 – 14
- Denver Broncos besegrar Houston Oilers med 26 - 24

- -     - Omgång III
- Buffalo Bills besegrar Denver Broncos med 10 - 7  i AFC-finalen

### Bandy
- 9 mars - Västerstrands AIK  blir svenska dammästare efter finalvinst över Sandvikens AIK med 9-0 på Studenternas IP i Uppsala.[1]
- 10 mars - Vetlanda BK blir svenska herrmästare efter finalvinst över Västerås SK med 4-2 på Studenternas IP i Uppsala. Per Lennartsson gör alla fyra målen för Vetlanda BK.[2][3]
- 24 mars -  Sovjet vinner världsmästerskapet i Finland genom att finalbesegra Sverige med 4-3. En nyhet detta år är den så kallade B-gruppen.[4]
- Okänt datum – Edsbyns IF vinner World Cup genom att i finalen besegra Sandvikens AIK med 6-3.

### Baseboll
- 27 oktober - American League-mästarna Minnesota Twins vinner World Series med 4-3 i matcher över National League-mästarna Atlanta Braves.[5]

### Basket
- 12 juni - Chicago Bulls vinner NBA-finalserien mot Los Angeles Lakers.[6]
- 17 juni - Sovjet vinner damernas Europamästerskap genom att finalslå Jugoslavien med 97-84 i Tel Aviv.[7]
- 29 juni - Jugoslavien vinner herrarnas Europamästerskap genom att finalslå Grekland med 88-73 i Rom.[8]
- Södertälje BBK blir svenska mästare för herrar.
- Arvika Basket blir svenska mästare för damer.

### Bordtennis
- Jörgen Persson blir världsmästare i herrsingel genom att i finalen besegra Jan-Ove Waldner.
- Peter Karlsson och Thomas von Schele blir världsmästare i herrdubbel genom att i finalen slå ’’Wang & Lu’’, Kina
- Sverige segrar i lagtävlingen före Jugoslavien i världsmästerskapen.

### Curling
- Skottland vinner VM för herrar före Kanada samt  Norge och USA på delad tredje plats. Sverige kommer på 6:e plats
- Norge vinner VM för damer före Kanada samt Skottland och Sverige på delad tredje plats.

### Cykel
- Gianni Bugno, Italien vinner landsvägsloppet i VM.
- Franco Chiocciolo, Italien vinner Giro d'Italia
- Miguel Induráin, Spanien vinner Tour de France
- Melchor Mauri, Spanien vinner Vuelta a España

### Fotboll
- 15 maj - Manchester United FC vinner Europeiska cupvinnarcupen.[9]
- 18 maj - Tottenham Hotspur FC vinner FA-cupfinalen mot Nottingham Forest FC med 2-1 efter förlängning på Wembley Stadium.[10]
- 22 maj - Inter vinner UEFA-cupen genom att besegra AS Roma i finalerna.[9]
- 29 maj - Röda stjärnan, Belgrad vinner Europacupen för mästarlag genom att i finalen på Stadio San Nicola i Bari besegra Olympique de Marseille med 5–3 på straffsparkar (0–0 efter förlängning).[9]
- 26 juni – IFK Norrköping vinner Svenska cupen för herrar 1990/1991 genom att finalslå Östers IF med 4-1 i Solna.[11]
- 14 juli – Tyskland vinner Europamästerskapet för damer efter finalvinst mot Norge med 3-1 i Ålborg.[12]
- 21 juli – Argentina vinner Copa América i Chile före Brasilien och Chile.[13]
- 2 november – IFK Göteborg vinner Svenska cupen för herrar 1991 genom att finalslå AIK med 3-2 i sudden death i Solna.[11]
- 30 november - USA blir världsmästare för damer genom att i finalen besegra Norge med 2–1 i Guangzhou. Sverige kommer på bronsplats.[14]
- Okänt datum – Öxabäck/Marks IF vinner Svenska cupen för damer genom att finalslå Gideonsbergs IF med 3-2.[15]
- Okänt datum – Jean-Pierre Papin utses till Årets spelare i Europa.
- Okänt datum – Gabriel Batistuta, Argentina, utses till Årets spelare i Sydamerika av tidningen El Mundo.
- Okänt datum – Oscar Ruggeri, Argentina, utses till Årets spelare i Sydamerika av tidningen El País.
- Okänt datum – Abedi Pelé, Ghana, utses till Årets spelare i Afrika.
- Okänt datum – Robert Slater, Australien, utses till Årets spelare i Oceanien.
- Okänt datum – Lothar Matthäus utses till Världens bästa fotbollsspelare.

#### Ligasegrare / resp. lands mästare
- Belgien - Anderlecht
- England - Arsenal
- Frankrike - Marseille
- Italien - Sampdoria
- Nederländerna – PSV Eindhoven
- Skottland - Rangers
- Portugal – Benfica
- Spanien - Barcelona
- Sverige - IFK Göteborg (herrar) Malmö FF (damer)
- Tyskland - Kaiserslautern

### Friidrott
- 31 december - Arturo Barrios, Ecuador vinner herrklassen och Maria Luisa Servin, Mexiko vinner damklassen vid Sylvesterloppet i São Paulo.[16]
- Ibrahim Hussein, Kenya vinner herrklassen vid Boston Marathon.[17] medan Wanda Panfil, Polen vinner damklassen.[18]
- Vid VM i friidrott 1991 blir Sverige utan medaljer.
- Mike Powell, USA sätter nytt världsrekord i längdhopp med 8,95 m. Det gamla rekordet hölls av Bob Beamon satt vid OS i Mexico City 1968.
- Vid inomhus-VM i friidrott blir Tord Henriksson den ende svenske medaljören med ett brons i tresteg med resultatet 16,60.

### Golf

#### Herrar
- Mest vunna prispengar på PGA-touren:  Corey Pavin, USA med $979 730
- Mest vunna prispengar på Champions Tour (Senior-touren): Mike Hill, USA med $1 065 657
- Ryder Cup: USA besegrar Europa med 14½ - 13½

##### Majorstävlingar
- The Masters - Ian Woosnam, Wales
- US Open - Payne Stewart, USA
- British Open - Ian Baker-Finch, Australien
- PGA Championship - John Daly, USA

#### Damer
- Mest vunna prispengar på LPGA-touren: Pat Bradley, USA med $763 118

##### Majorstävlingar
- Kraft Nabisco Championship - Amy Alcott, USA
- LPGA Championship - Meg Mallon, USA
- US Womens Open - Meg Mallon, USA
- Du Maurier Classic - Nancy Scranton, USA

### Handboll
- November - Europeiska handbollsförbundet bildas i Berlin.[19]
- HK Drott blir svenska herrmästare.

### Innebandy
- 27 januari - I Örnsköldsvik vinner VK Rasket första Svenska cupen för damjuniorer.[20]
- 24 mars - I Fagersta vinner Haninge IBK första Svenska cupen för herrjuniorer.[20]
- 14 april - IBK Lockerud blir svenska mästare för herrar genom att besegra Tomasgårdens IF med 2–1 i matcher i finalserien.[21]
- 24 februari - VK Rasket blir svenska mästare för damer.[20]
- 20 oktober - För första gången överskrider en innebandypubliksiffra i svenskt seriespel över 1 000 åskådare, då 1 012 personer kommer för att titta på Örebro SK-KFUM Örebro i herrarnas Division 1 västra.[20]

### Ishockey
- 4 januari - Kanada vinner juniorvärldsmästerskapet i Saskatchewan före Sovjetunionen och Tjeckoslovakien.[22]
- 10 februari - Sovjet vinner Sweden Hockey Games i Stockholm före Sverige och Finland.[23]
- 23 mars - Finland vinner Europamästerskapet för damer i Tjeckoslovakien före Sverige och Danmark.[24]
- 26 mars - Djurgårdens IF blir svenska herrmästare efter slutspelsvinst över Färjestads BK med 3 matcher mot 0.[25]
- 1 maj - IIHF utökas då Israel[26] och Turkiet inträder.[27]
- 4 maj - Världsmästerskapet för herrar spelas i Finland och vinns av Sverige före Kanada och Sovjet.[28]
- 25 maj - Stanley Cup vinns av Pittsburgh Penguins som besegrar Minnesota North Stars med 4 matcher mot 2 i slutspelet.[29]
- 16 september - Kanada besegrar USA med 4-2 i avgörande finalen av Canada Cup i Hamilton.[30]
- 30 december - Djurgårdens IF, Sverige vinner Europacupen genom att finalslå Düsseldorfer EG, Tyskland med 7-2 i Düsseldorf.[31]

### Konståkning

#### VM
- Herrar – Kurt Browning, Kanada
- Damer – Kristi Yamaguchi, USA
- Paråkning – Natalia Misjkutienok & Artur Dimitriev, Sovjetunionen
- Isdans – Isabelle Duchesnay & Paul Duchesnay, Frankrike

#### EM
- Herrar – Viktor Petrenko, Sovjetunionen
- Damer – Surya Bonaly, Frankrike
- Paråkning – Natalia Misjkutienok & Artur Dimitriev, Sovjetunionen
- Isdans – Marina Klimova & Sergej Ponomarenko, Sovjetunionen

### Motorsport

#### Enduro
- Svenerik Jönsson, Sverige blir världsmästare i 500cc-klassen, tvåtakt på en Husqvarna.
- Kent Karlsson, Sverige blir världsmästare i 350cc-klassen, fyrtakt på en Husaberg.
- Jeff Nilsson, Sverige blir världsmästare i 125cc-klassen, tvåtakt på en KTM.

#### Formel 1
- 3 november - Världsmästare blir Ayrton Senna, Brasilien.

#### Rally
- 27 november¨- Juha Kankkunen, Finland vinner rally-VM.

#### Sportvagnsracing
- 28 oktober - Italienaren Teo Fabi vinner sportvagns-VM.
- 22-23 juni -  Volker Weidler, Johnny Herbert och Bertrand Gachot vinner Le Mans 24-timmars med en Mazda 787B.

### Orientering
- 21-25 augusti - Världsmästerskapen avgörs i Mariánské Lázně.[32]

### Simning

#### VM
- Vid VM i simning på lång bana erövrar svenska simmare en medalj. Det är Tommy Werner, som på 100 m fritt belägger andra platsen efter Matt Biondi, USA.

#### EM kort bana
- Vid EM i simning på kort bana uppnår svenska simmare följande resultat:
  - 50 m frisim, herrar - 3. Joakim Holmqvist
  - 50 m fjärilsim, herrar - 1. Jan Karlsson
  - 50 m frisim, damer - 3. Louise Karlsson
  - 50 m fjärilsim, damer - 2. Louise Karlsson
  - 100 m individuell medley, damer - 1. Louise Karlsson

#### EM lång bana
- Vid EM i simning på lång bana uppnår svenska simmare följande resultat:
  - Lagkapp 4 x 100 m frisim herrar - 3. Sverige
  - 100 m fjäril, damer - 3. Therese Lundin

### Skidor, alpint

#### Herrar

##### VM
- - Slalom
- 1 Marc Girardelli, Luxemburg
- 2 Thomas Stangassinger, Österrike
- 3 Ole Christian Furuseth, Norge
  - Storslalom
- 1 Rudolf Nierlich, Österrike
- 2 Urs Kälin, Schweiz
- 3 Johan Wallner, Sverige
  - Super G
- 1 Stephan Eberharter, Österrike
- 2 Kjetil André Aamodt, Norge
- 3 Franck Piccard, Frankrike
  - Störtlopp
- 1 Franz Heinzer, Schweiz
- 2 Peter Runggaldier, Italien
- 3 Daniel Mahrer, Schweiz
  - Kombination
- 1 Stephan Eberharter, Österrike
- 2 Kristian Ghedina, Italien
- 3 Günther Mader, Österrike

##### Världscupen
- Totalsegrare: Marc Girardelli, Luxemburg
- Slalom: Marc Girardelli, Luxemburg
- Storslalom: Alberto Tomba, Italien
- Super G: Franz Heinzer, Schweiz
- Störtlopp: Franz Heinzer, Schweiz
- Kombination: Marc Girardelli, Luxemburg

##### SM
- - Slalom vinns av Johan Wallner, Branäs AK. Lagtävlingen vinns av Kiruna BK.
  - Storslalom vinns av Fredrik Nyberg, Sundsvalls SLK. Lagtävlingen vinns av Åre SLK.
  - Super G vinns av Johan Wallner, Branäs AK. Lagtävlingen vinns av Åre SLK.
  - Störtlopp vinns av Patrik Järbyn, Åre SLK. Lagtävlingen vinns av Åre SLK.

#### Damer

##### VM
- - Slalom
- 1 Vreni Schneider, Schweiz
- 2 Nataša Bokal, Slovenien
- 3 Ingrid Salvenmoser, Österrike
  - Storslalom
- 1 Pernilla Wiberg, Sverige
- 2 Ulrike Maier, Österrike
- 3 Traudl Hächer, Tyskland
  - Super G
- 1 Ulrike Maier, Österrike
- 2 Carole Merle, Frankrike
- 3 Anita Wachter, Österrike
  - Störtlopp
- 1 Petra Kronberger, Österrike
- 2 Nathalie Bouvier, Frankrike
- 3 Svetlana Gladisjiva, Sovjetunionen
  - Kombination
- 1 Chantal Bournissen, Schweiz
- 2 Ingrid Stöckl, Österrike
- 3 Vreni Schneider, Schweiz

##### Världscupen
- Totalsegrare: Petra Kronberger, Österrike
- Slalom: Petra Kronberger, Österrike
- Storslalom: Vreni Schneider, Schweiz
- Super G: Carole Merle, Frankrike
- Störtlopp: Chantal Bournissen, Schweiz
- Kombination: Sabine Ginther, Österrike & Florence Masnada, Frankrike

##### SM
- - Slalom vinns av Pernilla Wiberg, Norrköpings SLK. Lagtävlingen vinns av Östersund-Frösö SLK.
  - Storslalom vinns av Pernilla Wiberg, Norrköpings SLK. Lagtävlingen vinns av Östersund-Frösö SLK.
  - Super G vinns av Ylva Novén, Östersund-Frösö SLK. Lagtävlingen vinns av Östersund-Frösö SLK.
  - Störtlopp vinns av Erika Hansson, Sälens IF.

### Skidor, nordiska grenar
- Okänt datum – Sixten Jernbergpriset tilldelas Stefan Grahn, Landsbro IF.

#### Herrar

##### VM
- - 30 km klassisk stil
- 1 Gunde Svan, Sverige
- 2 Vladimir Smirnov, Sovjetunionen
- 3 Vegard Ulvang, Norge
  - 10 km Klassisk stil
- 1 Terje Langli, Norge
- 2 Christer Majbäck, Sverige
- 3 Torgny Mogren, Sverige
  - 15 km fri stil
- 1 Bjørn Dæhlie, Norge
- 2 Gunde Svan, Sverige
- 3 Vladimir Smirnov, Sovjetunionen
  - 50 km fri stil
- 1 Torgny Mogren, Sverige
- 2 Gunde Svan, Sverige
- 3 Maurilio de Zolt, Italien
  - Stafett 4 x 10 km
- 1 Norge (Øyvind Skaanes, Terje Langli, Vegard Ulvang & Bjørn Dæhlie)
- 2 Sverige (Thomas Eriksson, Christer Majbäck, Gunde Svan & Torgny Mogren)
- 3 Finland (Mika Kuusisto, Harri Kirvesniemi, Jari Isometsä & Jari Räsänen)
  - Nordisk kombination, individuellt (Backe K90 + 15 km fri stil)
- 1 Fred Børre Lundberg, Norge
- 2 Klaus Sulzenbacher, Österrike
- 3 Klaus Ofner, Österrike
  - Nordisk kombination, lag (Backe K90 + 3 x 5 km fri stil)
- 1 Österrike (Günther Csar, Klaus Ofner & Klaus Sulzenbacher)
- 2 Frankrike (Francis Repellin, Xavier Girard & Fabrice Guy)
- 3 Japan (Reiich Ikata, Masashi Abe & Kazuoko Kodama)
  - Backhoppning, individuellt K90.
- 1 Heinz Kuttin, Österrike
- 2 Kent Johanssen, Norge
- 3 Ari-Pekka Nikkola, Finland
  - Backhoppning, individuellt K120.
- 1 Franci Petek, Jugoslavien
- 2 Rune Olijnyk, Norge
- 3 Jens Weissflog, Tyskland
  - Backhoppning, lag K120.
- 1 Österrike (Heinz Kuttin, Ernst Vettori, Stefan Horngacher & Andreas Felder)
- 2 Finland (Ari-Pekka Nikkola, Raimo Ylipulli, Vesa Hakala & Risto Laakkonen)
- 3 Tyskland (Heiko Hunger, André Kiesewetter, Dieter Thoma & Jens Weissflog)

##### Världscupen
- 1 Vladimir Smirnov, Sovjetunionen
- 2 Torgny Mogren, Sverige
- 3 Bjørn Dæhlie, Norge

##### Övrigt
- 3 mars - Jan Ottosson, Åsarna IK vinner Vasaloppet.[33]

##### SM
- 15 km (K) vinns av Torgny Mogren, Åsarnas IK. Lagtävlingen vinns av Åsarnas IK.
- 50 km (F) vinns av Henrik Forsberg, Bergeforsens SK. Lagtävlingen vinns av Åsarnas IK.
- Stafett 3 x 10 km (F) vinns av Åsarnas IK med laget  Jyrki Ponsiluoma, Jan Ottosson och Torgny Mogren .

#### Damer

##### VM
- - 5 km klassisk stil
- 1 Trude Dybendahl, Norge
- 2 Marja-Liisa Kirvesniemi, Finland
- 3 Manuela Di Centa, Italien
  - 10 km fri stil
- 1 Jelena Välbe, Sovjetunionen
- 2 Marie-Helene Westin, Sverige
- 3 Tamara Tichonova, Sovjetunionen
  - 15 km klassisk stil
- 1 Jelena Välbe, Sovjetunionen
- 2 Trude Dybendahl, Norge
- 3 Stefania Belmondo, Italien
  - 30 km fri stil
- 1 Ljubov Jegorova, Sovjetunionen
- 2 Jelena Välbe, Sovjetunionen
- 3 Manuela Di Centa, Italien
  - Stafett 4 x 5 km
- 1 Sovjetunionen (Ljubov Jegorova, Raisa Smetanina, Tamara Tichonova & Jelena Välbe)
- 2 Italien (Bice Vanzetta, Manuela Di Centa, Gabriela Paruzzi & Stefania Belmondo)
- 3 Norge (Solveig Pedersen, Inger-Helene Nybråten, Elin Nilsen & Trude Dybendahl)

##### Världscupen
- 1 Jelena Välbe, Sovjetunionen
- 2 Stefania Belmondo, Italien
- 3 Ljubov Jegorova, Sovjetunionen

##### SM
- 5 km (K) vinns av Marie-Helene Westin, Hudiksvalls IF. Lagtävlingen vinns av Hudiksvalls IF.
- 10 km (K) vinns av Marie-Helene Westin, Hudiksvalls IF. Lagtävlingen vinns av Hudiksvalls IF.
- 30 km (F) vinns av Marie-Helene Westin, Hudiksvalls IF. Lagtävlingen vinns av Hudiksvalls IF.
- Stafett 3 x 5 km (F) vinns av Hudiksvalls IF med laget  Carina Görlin, Ann-Marie Karlsson och Marie-Helene Westin .

### Skidskytte

#### Herrar

##### VM
- Sprint 10 km
  - 1 Mark Kirchner, Tyskland
  - 2 Frank Luck, Tyskland
  - 3 Eirik Kvalfoss, Norge
- Distans 20 km
  - 1 Mark Kirchner, Tyskland
  - 2 Aleksandr Popov, Sovjetunionen
  - 3 Eirik Kvalfoss, Norge
- Stafett 4 x 7,5 km
  - 1 Tyskland – Ricco Gross, Frank Luck, Mark Kirchner & Fritz Fischer
  - 2 Sovjetunionen – Jurij Kasjkarov, Aleksandr Popov, Sergej Tarasov & Sergej Tjepikov
  - 3 Norge – Geir Einang, Eirik Kvalfoss, Jon Åge Tyldum & Gisle Fenne
- Lagtävling
  - 1 Italien – Hubert Laitgeb, Gottlieb Taschler, Simon Demetz & Willfried Pallhuber
  - 2 Norge – Sverre Istad, Jon Åge Tyldum, Ivar Ulekleiv & Frode Løberg
  - 3 Sovjetunionen – Anatolij Tsjdanovitsj, Sergej Tarasov, Sergej Tjepikov & Valerij Medvedzev

##### Världscupen
- 1 Sergej Tjepikov, Sovjetunionen
- 2 Mark Kirchner, Tyskland
- 3 Andreas Zingerle, Italien

#### Damer

##### VM
- Sprint 7,5 km
  - 1 Grete Ingeborg Nykkelmo, Norge
  - 2 Svetlana Petsjerskaja, Sovjetunionen
  - 3 Jelena Golovina, Sovjetunionen
- Distans 15 km
  - 1 Petra Schaaf, Tyskland
  - 2 Grete Ingeborg Nykkelmo, Norge
  - 3 Iva Karagiozova, Bulgarien
- Stafett 3 x 5 km
  - 1 Sovjetunionen – Jelena Belova, Jelena Golovina & Svetlana Petsjerskaja
  - 2 Norge – Grete Ingeborg Nykkelmo, Anne Elvebakk & Elin Kristiansen
  - 3 Tyskland – Uschi Disl, Kerstin Möring & Antje Misersky
- Lagtävling
  - 1 Sovjetunionen - Jelena Belova, Jelena Golovina, Svetlana Paramygina & Svetlana Petsjerskaja
  - 2 Bulgarien – Maria Manolova, Silvana Blogojeva, Nadesjda Aleksijeva & Iva Karagiozova
  - 3 Norge – Synnøve Thoresen, Signe Trosten, Hildegunn Fossen & Unni Kristiansen

##### Världscupen
- 1 Svetlana Davidova, Sovjetunionen
- 2 Myriam Bédard, Kanada
- 3 Anne Elvebakk, Norge

### Tennis

#### Herrar
- 1 december - Davis Cup: Frankrike finalbesegrar USA med 3-1 i Lyon.[34]

##### Tennisens Grand Slam
- Australiska öppna - Boris Becker, Tyskland
- Franska öppna - Jim Courier, USA
- Wimbledon - Michael Stich, Tyskland
- US Open - Stefan Edberg, Sverige

#### Damer

##### Tennisens Grand Slam
- Australiska öppna - Monica Seles, Jugoslavien
- Franska öppna - Monica Seles, Jugoslavien
- Wimbledon - Steffi Graf, Tyskland
- US Open - Monica Seles, Jugoslavien
- 28 juli - Spanien vinner Federation Cup genom att finalbesegra USA med 2-1 i Nottingham.[35]

### Volleyboll
- 15 september - Sovjet vinner herrarnas Europamästerskap genom att finalslå Italien med 3-0 i Stockholm.[36]
- 6 oktober - Sovjet vinner damernas Europamästerskap genom att finalslå Nederländerna med 3-0 i Rom.[37]

## Evenemang
- VM på cykel anordnas i Stuttgart,  Tyskland
- VM på skidor, nordiska grenar anordnas i Val di Fiemme, Italien
- VM på skidor, alpina grenar anordnas i Saalbach-Hinterglemm, Österrike
- VM i curling för damer anordnas i Winnipeg, Kanada
- VM i curling för herrar anordnas i Winnipeg, Kanada
- VM i ishockey anordnas i Åbo, Tammerfors och Helsingfors, Finland
- VM i konståkning anordnas i München, Tyskland
- VM i simning anordnas i Perth, Australien
- VM i skidskytte anordnas i Lahtis, Finland
- VM i bordtennis anordnas i Göteborg, Japan
- VM i bandy anordnas i Helsingfors, Finland
- VM i friidrott anordnas i Tokyo, Japan
- VM i friidrott inomhus anordnas i Sevilla, Spanien
- VM i fotboll för damer anordnas i Guangzhou, Kina
- EM i basket anordnas i Rom, Italien
- EM i konståkning anordnas i Sofia, Bulgarien
- EM i simning på kort bana anordnas i Gelsenkirchen, Tyskland
- EM i simning på lång bana anordnas i Aten, Grekland

## Födda
- 6 januari – Nikola Sarić, dansk fotbollsspelare.
- 12 januari – Robert Gull, svensk roadracingförare.
- 15 januari – Edis Djugumovic, svensk fotbollsspelare.
- 2 februari – Nathan Delfouneso, engelsk fotbollsspelare.
- 8 februari – Alex Beniaidze, georgisk alpin skidåkare.
- 24 februari – Tim Erixon, svensk ishockeyspelare.
- 5 mars – Victoria Losada, spansk fotbollsspelare.
- 20 mars – Marianne Ahlborg, svensk proffsboxare.
- 1 april - Robin Söder, svensk fotbollsspelare.
- 9 april - Gai Assulin, israelisk fotbollsspelare.
- 12 april - Magnus Pääjärvi Svensson, svensk ishockeyspelare.
- 24 april - Anton Lander, svensk ishockeyspelare.
- 27 april - Lara Gut, schweizisk alpin skidåkare.
- 21 maj - Philip Hellqvist, svensk fotbollsspelare.
- 10 juni - Pol Espargaró, spansk roadracingförare.
- 24 juni – David Stockton, amerikansk basketspelare.
- 4 juli – Irene Paredes, spansk fotbollsspelare.
- 17 juli - Oliver Ekman Larsson, svensk ishockeyspelare.
- 19 juli - Alexander Majorov, svensk konståkare.
- 21 juli - Dejan Garaca, svensk fotbollsspelare.
- 5 augusti - Esteban Gutiérrez, mexikansk racerförare.
- 8 augusti - Landon Ferraro, kanadensisk ishockeyspelare.
- 22 augusti - Federico Macheda, italiensk fotbollsspelare.
- 14 september - Lauri Dalla Valle, finländsk fotbollsspelare.
- 29 september – Adem Ljajić, serbisk fotbollsspelare.
- 17 november – Nicolás Millán, chilensk fotbollsspelare.
- 18 november – Noppawan Lertcheewakarn, thailändsk tennisspelare.

## Avlidna
- 1 januari – Inga Gentzel, svensk friidrottare
- 17 maj – Tom Trana, svensk rallyförare
- 18 maj – Rudolf Nierlich, österrikisk alpin skidåkare
- 1 november – Gunnar Gren, svensk fotbollsspelare.
- 4 december – Cliff Bastin, engelsk fotbollsspelare.

### Fotnoter
1. ↑  Erik Jonsson (9 mars 1991). ”1990–1999”. Svenska Bandyförbundet. Arkiverad från originalet den 17 mars 2020. https://web.archive.org/web/20200317214705/https://www.svenskbandy.se/BANDYFINALEN/HISTORIK/Svenskamastare/Damer/1990-1999. Läst 18 mars 2020.
2. ↑  Erik Jonsson (10 mars 1991). ”1990–1999”. Svenska Bandyförbundet. https://www.svenskbandy.se/BANDYFINALEN/HISTORIK/Svenskamastare/Herrar/1990-1999/. Läst 18 mars 2020.
3. ↑  ”Västerås Sportklubbs SM-finaler i bandy”. VSK Forum. http://www.vskforum.com/vsk.nu/SM-finallag.html. Läst 21 juli 2011.
4. ↑  ”World Championships 1990/91” (på engelska). Bandysidan. http://www.bandysidan.nu/event.php?EVID=71. Läst 20 augusti 2011.
5. ↑  ”1991 World Series” (på engelska). Baseball-Reference.com. http://www.baseball-reference.com/postseason/1991_WS.shtml. Läst 25 juni 2015.
6. ↑  ”Basketball Reference”. http://www.basketball-reference.com/leagues/NBA_1991_games.html. Läst 25 augusti 2011.
7. ↑  ”Sport Statistics”. Arkiverad från originalet den 28 maj 2012. https://web.archive.org/web/20120528084632/http://todor66.com/basketball/Europe/Women_1991.html. Läst 24 augusti 2011.
8. ↑  ”Sport Statistics”. Arkiverad från originalet den 23 augusti 2011. https://web.archive.org/web/20110823105043/http://todor66.com/basketball/Europe/Men_1991.html. Läst 24 augusti 2011.
9. 1 2 3  ”European Competitions 1990-91” (på engelska). RSSSF. http://www.rsssf.com/ec/ec199091.html. Läst 16 augusti 2011.
10. ↑  ”England FA Challenge Cup 1990-1991” (på engelska). RSSSF. http://www.rsssf.com/tablese/engcup1991.html. Läst 19 augusti 2012.
11. 1 2  Jimmy Lindahl (20 juni 2005). ”Svenska cupen – finalmatcher”. Bolletinen. http://www.bolletinen.se/sfs/pdf/stat_h_allsvens_1941_2005_stat_herr_cupen_finalmatcher.pdf. Läst 21 augusti 2012.
12. ↑  ”European Women Championship 1989-91” (på engelska). RSSSF. http://www.rsssf.com/tablese/eur-women91.html. Läst 16 augusti 2011.
13. ↑  ”Copa América 1991” (på engelska). RSSSF. http://www.rsssf.com/tables/91safull.html. Läst 16 augusti 2011.
14. ↑  ”Women's World Cup 1991” (på engelska). RSSSF. http://www.rsssf.com/tablesw/wwc91f.html. Läst 12 augusti 2011.
15. ↑  Jimmy Lindahl (20 juni 2005). ”Svenska cupen för damer”. Bolletinen. http://www.bolletinen.se/sfs/pdf/stat_d_lanslag_19981_2005_sv_cup_damer.pdf. Läst 21 augusti 2012.
16. ↑  ”1990” (på portugisiska). Sylvesterloppet. Arkiverad från originalet den 1 mars 2014. https://web.archive.org/web/20140301032551/http://www.saosilvestre.com.br/1990. Läst 19 augusti 2012.
17. ↑  ”Boston Marathon”. Arkiverad från originalet den 27 april 2015. https://web.archive.org/web/20150427035419/http://www.baa.org/races/boston-marathon/boston-marathon-history/past-champions/past-mens-open-champions.aspx. Läst 9 april 2011.
18. ↑  ”Boston Marathon”. Arkiverad från originalet den 7 mars 2012. https://web.archive.org/web/20120307073943/http://www.baa.org/races/boston-marathon/boston-marathon-history/past-champions/past-womens-open-champions.aspx. Läst 9 april 2011.
19. ↑  ”European Handball Federation”. Arkiverad från originalet den 10 september 2016. https://web.archive.org/web/20160910223834/http://www.eurohandball.com/ehf/about. Läst 24 augusti 2011.
20. 1 2 3 4  ”Datum i innebandyhistorien”. Svenska Innebandyförbundet. Arkiverad från originalet den 15 maj 2021. https://web.archive.org/web/20210515132333/https://epiadmin.innebandy.se/sv/StatistikHistorik/Datum-i-innebandyhistorien/. Läst 22 augusti 2011.
21. ↑  ”SM-slutspel herrar 1990/91”. Svenska Innebandyförbundet. Arkiverad från originalet den 15 december 2011. https://web.archive.org/web/20111215200109/http://www.innebandy.se/sv/StatistikHistorik/Statistik-och-rekord-herrar-elit/SM-slutspel-genom-tiderna-herrar1/199091/. Läst 22 augusti 2011.
22. ↑  ”Championnat du monde 1991 des moins de 20 ans” (på franska). Hockey Archives. 4 januari 1991. https://www.hockeyarchives.info/U-20_1991.htm. Läst 9 september 2012.
23. ↑  ”Matches internationaux 1990/91” (på franska). Hockeyarchives. 10 februari 1991. https://www.hockeyarchives.info/inter1991.htm. Läst 20 augusti 2012.
24. ↑  ”Championnats d'Europe féminins 1991” (på franska). Hockey Archives. 23 mars 1991. https://www.hockeyarchives.info/eurofem1991.htm. Läst 15 augusti 2011.
25. ↑  ”Championnaat de Suède 1990/91” (på franska). Hockey Archiges. 26 mars 1991. https://www.hockeyarchives.info/Suede1991.htm. Läst 15 augusti 2011.
26. ↑  ”Israel” (på egnelska). International Ice Hockey Federation. 1 maj 1991. https://www.iihf.com/en/associations/354/israel. Läst 21 augusti 2011.
27. ↑  ”Turkey” (på egnelska). International Ice Hockey Federation. 1 maj 1991. https://www.iihf.com/en/associations/1372/turkey. Läst 21 augusti 2011.
28. ↑  ”Championnats du monde 1991” (på franska). Hockey Archives. 4 maj 1991. https://www.hockeyarchives.info/mondial1991.htm. Läst 15 augusti 2011.
29. ↑  ”NHL 1990/91” (på franska). Hockey Archives. https://www.hockeyarchives.info/NHL1991.htm. Läst 23 mars 2020.
30. ↑  ”Coupe Canada 1991” (på franska). Hockey Archives. 16 september 1991. https://www.hockeyarchives.info/coupecanada1991.htm. Läst 15 augusti 2011.
31. ↑  ”Coupe d'Europe 1991/92” (på franska). Hockey Archives. 30 december 1991. https://www.hockeyarchives.info/Europe1992.htm. Läst 9 september 2012.
32. ↑  ”World Orienteering Championships 1991” (på engelska). http://orienteering.org/events/?event_id=28. Läst 20 augusti 2012.
33. ↑  ”Historiska segrare”. Vasaloppet. Arkiverad från originalet den 22 mars 2020. https://web.archive.org/web/20200322121012/https://www.vasaloppet.se/wp-content/uploads/sites/1/2019/09/historiska_segrare_vasaloppet_sve_2019-09-18.pdf. Läst 5 september 2011.
34. ↑  ”Davis Cup”. http://www.daviscup.com/en/results/tie/details.aspx?tieId=10003593. Läst 20 augusti 2011.
35. ↑  ”Fed Cup”. Arkiverad från originalet den 24 mars 2012. https://web.archive.org/web/20120324134232/http://www.fedcup.com/en/results/tie/details.aspx?tieId=20005968. Läst 21 augusti 2011.
36. ↑  ”Sport Statistics”. Arkiverad från originalet den 29 juni 2015. https://web.archive.org/web/20150629035216/http://todor66.com/volleyball/Europe/Men_1991.html. Läst 24 augusti 2011.
37. ↑  ”Sport Statistics”. Arkiverad från originalet den 1 mars 2011. https://web.archive.org/web/20110301110742/http://todor66.com/volleyball/Europe/Women_1991.html. Läst 24 augusti 2011.